# Zamach bombowy w cerkwi „Sweta Nedela”
Zamach bombowy w cerkwi „Sweta Nedela” – najbardziej krwawy w historii Bułgarii zamach terrorystyczny, przeprowadzony przez radykalnych działaczy Bułgarskiej Partii Komunistycznej w sofijskiej cerkwi „Sweta Nedela”. Zamachu dokonano w Wielki Czwartek 16 kwietnia 1925, podczas uroczystości pogrzebowych generała Kosty Georgijewa. Celem ataku, przeprowadzonego za pomocą detonacji ukrytych ładunków wybuchowych, był car Borys III oraz wojskowe i polityczne elity kraju. W wyniku eksplozji śmierć poniosło 213 osób, zaś ok. 500 zostało rannych. Sam monarcha ocalał, gdyż w momencie wybuchu nie przebywał w świątyni. W odpowiedzi na zamach rząd Aleksandyra Cankowa wprowadził stan wojenny oraz nasilił represje wymierzone przeciwko komunistom i ich sympatykom.

## Sytuacja polityczna wCarstwie Bułgariiprzed zamachem

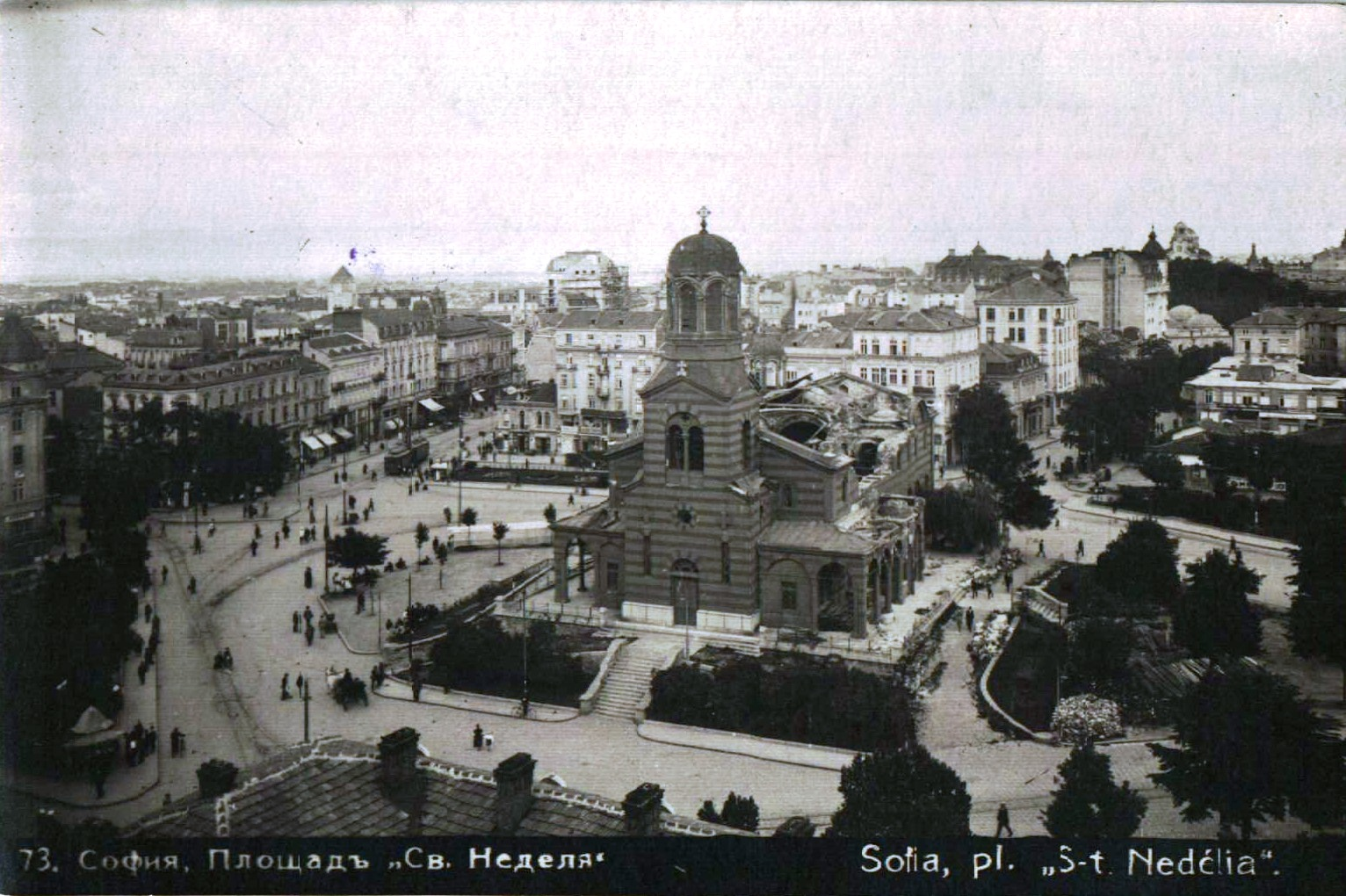
Cerkiew „Sweta Nedela” niedługo po zamachu

Po stłumieniu powstania wrześniowego w 1923 rząd Aleksandyra Cankowa przystąpił do zdecydowanej rozprawy z bułgarskimi komunistami. Jednym z jej przejawów było zdelegalizowanie 2 kwietnia 1924 przez Najwyższy Sąd Kasacyjny Bułgarskiej Partii Komunistycznej (BPK). Działacze komunistyczni, którzy nie uznali tej decyzji i kontynuowali działalność swego ugrupowania w podziemiu, byli poddawani przez siły rządowe brutalnym represjom, również egzekucjom. W tej sytuacji ważne znaczenie w BPK uzyskała skrajna (tzw. ultralewicowa) frakcja opowiadająca się za podjęciem walki zbrojnej przeciwko reżimowi Cankowa. Pod jej wpływem uformowała się specjalna grupa, podporządkowana Komitetowi Centralnemu BPK, której zadaniem była organizacja działań odwetowych, wymierzonych w wysokich przedstawicieli armii, policji i urzędów państwowych. W składzie grupy znaleźli się Jako Dorosijew, kapitan Iwan Minkow i Wyłko Czerwenkow. Jednocześnie Organizacja Wojskowa BPK, istniejąca od ok. 1920, rozpoczęła formowanie tzw. szóstek przeznaczonych do wykonywania działań o charakterze terrorystycznym.
W grudniu 1924 działacze Organizacji Wojskowej BPK zdołali zwerbować zakrystianina zatrudnionego w sofijskiej katedrze „Sweta Nedela”, Petyra Zadgorskiego. Fakt ten podsunął Dimityrowi Hadżidimitrowowi i Dimityrowi Złatarewowi, kierownikowi sekcji uzbrojenia Organizacji Wojskowej, pomysł wykorzystania świątyni do przeprowadzenia zakrojonego na dużą skalę zamachu na wysokich funkcjonariuszy policji i wojska oraz polityków, w tym cara Borysa III. Według pierwotnego planu zamachowcy zamierzali zamordować szefa policji, Władimira Naczewa, a następnie, podczas poświęconych mu uroczystości pogrzebowych w cerkwi, zdetonować umieszczone tam wcześniej ładunki wybuchowe. Plan został zaakceptowany przez Stefana Todorowa, sekretarza Komitetu Centralnego, który na początku 1925 przedstawił go Georgiemu Dimitrowowi i Wasiłowi Kołarowowi, pełniącemu podówczas funkcję sekretarza generalnego Kominternu. Ci ostatni nie poparli jednak pomysłu, uważając, że należy najpierw przygotować ogólnonarodową rewolucję.
Tymczasem gabinet Cankowa nasilił politykę antykomunistyczną. 11 lutego 1925 siły rządowe aresztowały, a następnie zamordowały Wyłcza Iwanowa, wpływowego działacza sofijskiej filii BPK. 10 marca uchwalono poprawki do Ustawy o Ochronie Państwa, które zwiększyły jeszcze uprawnienia władzy. Śmiercią karano odtąd nie tylko członków nielegalnej BPK, ale także osoby czynnie im pomagające. 26 marca 1925 zabity został Jako Dorosijew, kierownik sekcji operacyjnej Organizacji Wojskowej BPK. W świetle tych wydarzeń realna stała się groźba całkowitej likwidacji organizacji komunistycznej przez siły rządowe. Mając to na uwadze ultralewicowi aktywiści partii zatwierdzili decyzję o przeprowadzeniu zamachu, mimo iż nie mieli poparcia ze strony Kołarowa i umiarkowanych frakcji BPK. Przypuszcza się, że pomocy w realizacji planu udzieliły Komunistyczna Partia Związku Radzieckiego oraz Międzynarodówka Komunistyczna, przysyłając znaczne środki finansowe i materiały wybuchowe.

## Przebieg zamachu
Zarząd Organizacji Wojskowej BPK powierzył zadanie zorganizowania zamachu jednej z tzw. szóstek, na czele której stał Petyr Abadżijew, współpracujący z zakrystianinem Petyrem Zadgorskim. Z pomocą tego ostatniego spiskowcy w ciągu kilku tygodni wnieśli do cerkwi „Sweta Nedela” 25 kg materiałów wybuchowych. Ładunki zostały umieszczone w postaci pakietu na jednej z kolumn podtrzymujących główną kopułę świątyni, znajdującej się przy południowym wejściu do budynku. Detonację umożliwiał 15-metrowy wolnopalny lont Bickforda zapewniający zamachowcom dość czasu na opuszczenie cerkwi przed eksplozją.
Ponieważ szef policji Naczew, który uprzednio został wybrany jako cel, miał silną ochronę, Organizacja Wojskowa BPK zdecydowała o zamordowaniu generała Konstantina Georgijewa, deputowanego do parlamentu z ramienia Porozumienia Demokratycznego. Zabójstwa dokonał Atanas Todowiczin, który 14 kwietnia o godzinie ósmej wieczorem spotkał generała przed cerkwią „Sweti Sedmoczislenici”, udającego się w towarzystwie wnuczki na wieczorną liturgię.
Zgodnie z przewidywaniami komunistów, pogrzeb Georgijewa zaplanowano w katedrze „Sweta Nedela”. Uroczystości miały się odbyć po południu w Wielki Czwartek 16 kwietnia 1925. W celu zwiększenia liczby ofiar, zamachowcy rozesłali do oficerów fałszywe zaproszenia sygnowane nazwą Towarzystwa Oficerów Rezerwy (bułg. Дружество на запасните офицери). Krytycznego dnia o godzinie siódmej nad ranem zakrystianin Zadgorski wpuścił na poddasze cerkwi Nikołę Petrowa, którego zadaniem było podpalenie we właściwym momencie lontu. Orszak pogrzebowy wkroczył do soboru o godzinie piętnastej. Liturgię celebrował metropolita sofijski Stefan, późniejszy egzarcha Bułgarii. Początkowo trumna ze zwłokami generała Georgijewa znajdowała się obok kolumny, na której umocowane były ładunki wybuchowe, jednak później przeniesiono ją w głąb budynku z powodu panującego wewnątrz ścisku. Dzięki temu najważniejsi dostojnicy obecni na ceremonii w chwili eksplozji znajdowali się stosunkowo daleko od miejsca wybuchu.
Około godziny 15:20 Petyr Zadgorski przesłał Nikołowi Petrowowi umówiony znak, po czym ten ostatni podpalił lont. Obaj spiskowcy szybko opuścili budynek. Eksplozja doprowadziła do zawalenia się głównej kopuły cerkwi, której elementy spadły na uczestników pogrzebu. Fala uderzeniowa dopełniła zniszczeń.

## Ofiary zamachu

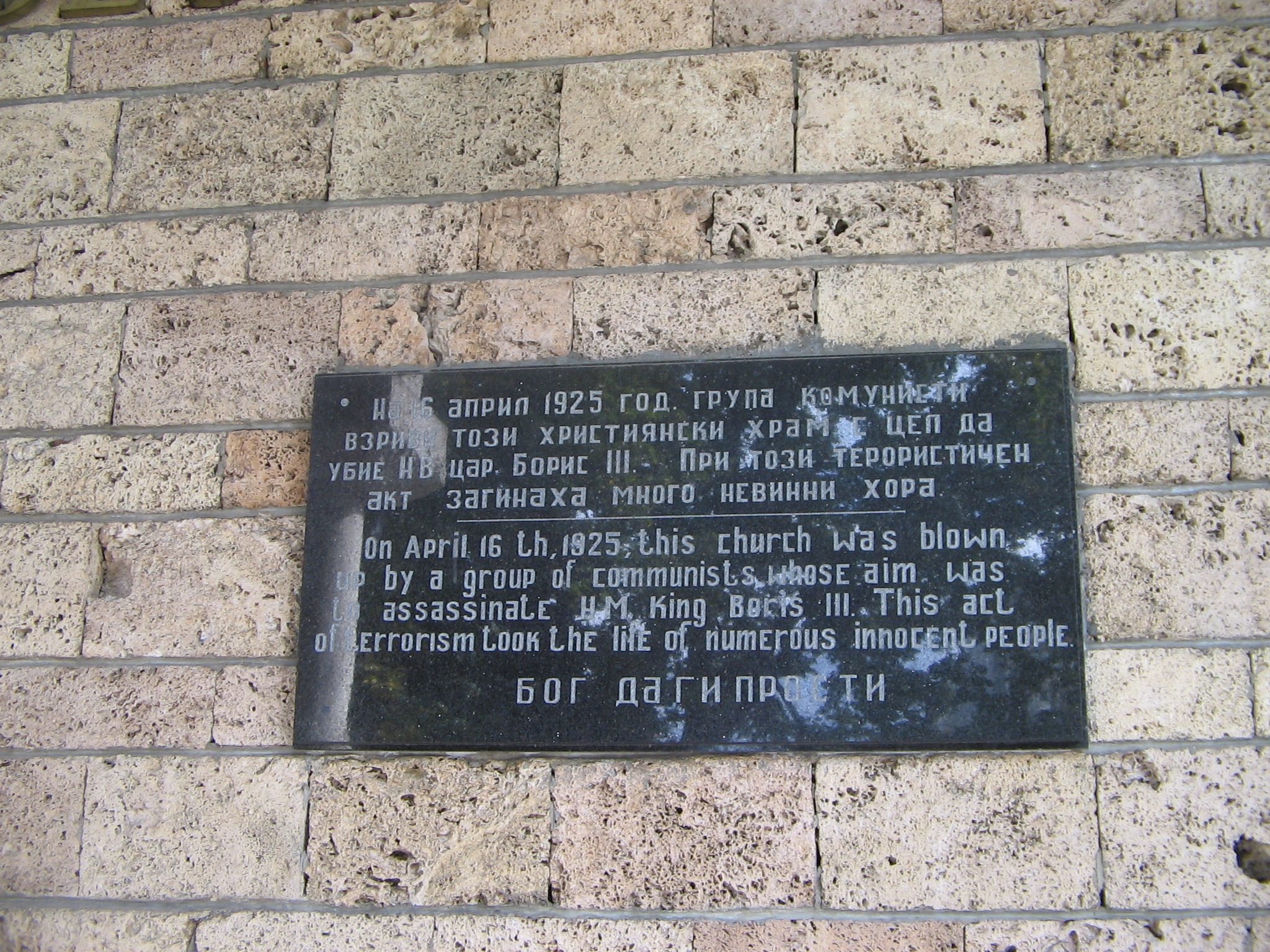
Tablica upamiętniająca ofiary zamachu, zawieszona na ścianie cerkwi „Sweta Nedela”

Bezpośrednio w zamachu zginęło ok. 150 osób; część ofiar zmarła później na skutek odniesionych obrażeń, w związku z czym całkowita liczba zmarłych wyniosła 213. Około 500 osób zostało rannych.
Według stenogramów i materiałów procesowych opublikowanych w gazecie Свободна реч (w tłum. Wolna Mowa), śmierć poniosło dwunastu generałów, piętnastu pułkowników, siedmiu podpułkowników, trzech majorów, dziewięciu kapitanów, troje deputowanych do Zgromadzenia Narodowego oraz wielu mieszczan, w tym dzieci. Dzięki szczęśliwemu zbiegowi okoliczności członkowie rządu obecni na uroczystości odnieśli tylko niewielkie obrażenia. Car Borys III w chwili eksplozji uczestniczył w odbywającym się w innym miejscu pogrzebie swoich współpracowników zamordowanych 13 kwietnia na przełęczy Arabakonak, podczas wcześniejszego nieudanego zamachu na cara zorganizowanego przez anarchistów.

## Zamachowcy
Do tzw. szóstki, która przeprowadziła zamach w cerkwi „Sweta Nedela”, należeli:
- Petyr Zadgorski – zakrystianin
- Petyr Abadżijew – przeniósł materiały wybuchowe
- Asen Pawłow – przeniósł materiały wybuchowe
- Atanas Todowiczin – zastrzelił generała Konstantina Georgijewa
- Nikoła Petrow – podpalił lont
- Dimityr Złatarew

Zamach koordynowała Organizacja Wojskowa BPK, w składzie:
- major rezerwy Kosta Jankow
- kapitan rezerwy Iwan Minkow
- Dimityr Złatarew – kierownik sekcji uzbrojenia
- Marko Fridman – kierownik sekcji Organizacji Wojskowej

## Następstwa zamachu
Wkrótce po zamachu Komitet Centralny BPK, w którym dominującą rolę odgrywali umiarkowani działacze komunistyczni, określił akcję Organizacji Wojskowej BPK jako „nieprzemyślane działanie, zgubne dla ruchu antyfaszystowskiego”.
Wieczorem 16 kwietnia w kraju został wprowadzony stan wojenny. Wkrótce potem rozpoczęły się masowe aresztowania i egzekucje przedstawicieli opozycji, niezależnie od ich stosunku do zamachu. Prześladowania dotknęły także nieprzychylną rządowi część inteligencji. Represje organizował głównie Związek Wojskowy zrzeszający bułgarskich oficerów, popierany przez gabinet Cankowa. Fala terroru ze strony sił rządowych przeszła do historii Bułgarii jako tzw. wydarzenia kwietniowe (bułg. Априлски събития).
Niedługo po zamachu działacze Związku Wojskowego zabili Kostę Jankowa i Iwana Minkowa z Organizacji Wojskowej BPK. Dimityr Złatarew, Petyr Abadżijew i Nikoła Petrow zdołali zbiec do Królestwa Serbów, Chorwatów i Słoweńców, a stamtąd do Związku Radzieckiego. Zakrystianin Petyr Zadgorski został schwytany kilka godzin po eksplozji i wkrótce przyznał się do uczestnictwa w spisku. Władze ujęły także Marka Fridmana.
Proces uczestników zamachu odbył się między 1 i 11 maja w Sofii. Zadgorski i Fridman otrzymali wyroki śmierci przez powieszenie. Ten ostatni w czasie rozprawy stwierdził, że środki finansowe na realizację planu otrzymano z zagranicy przez Wiedeń. Winą za zamach obciążył Kostę Jankowa i Iwana Minkowa, którzy, jego zdaniem, działali bez zgody kierownictwa BPK.
Sąd orzekł karę śmierci także wobec podpułkownika Georgiego Kojewa, w którego domu ukrywał się i został zabity podczas obławy Minkow. Zaocznie skazano na śmierć Stefana Todorowa i Petyra Abadżijewa.
Stan wojenny w Carstwie Bułgarii został zniesiony 24 października 1925, ale represje wobec komunistów i ich sympatyków zelżały dopiero w 1926, kiedy to „krwawego profesora”, jak nazywano Cankowa, na stanowisku premiera kraju zastąpił Andrej Lapczew.